# Джаба (Дагестан)
Джаба́ (лезг. Чепер) — село в Ахтынском районе Дагестана.
Образует сельское поселение село Джаба как единственный населённый пункт в его составе.

## Этимология
Название села происходит от арабского джаб — «путешествовать», «бродить», «проникать». Аль-Джабаль по-арабски также обозначает слово: «гора», «возвышенность».

## География
Джаба находится в северо-восточной части Ахтынского района, в 14 километрах к востоку от районного центра Ахты. Располагается у основания горы Цорцин (2257 м) на отроге Шалбуздагского хребта на высоте 1740 м над уровнем моря (на склоне горы Шалбуздаг), к востоку от урочища Касан и к западу от урочища Ерартыр. От села до республиканской межрайонной трассы «Магарамкент-Ахты-Рутул» 9 км расстояния по горному серпантину.
Село исторически делится на кварталы: Агъа магьле, Къаргъа магьле, Салус магьле, Жалар магьле.
Пашни: Касан, Семедан гуьне, Вергьер, Кьекьей, Маргъуц, Зартан, Сувун мезре, ЦӏвакI, Твар авай никӏер, Сирар, Рези, Айнаяр, Шран, Хъукьур, Сийидан руфар, Гъенер ачI.
Сенокосы и пастбища: Тулар, Чуьчӏвей, Таргъам, Шитӏа харапӏар, Царцун, Кьвечӏел, Вацӏаркам, Гъурун кикер, Чӏулав къванер, Сартӏабар, Гьэмар, Шивер ятах, Свасар къугъвай тӏулар, Хъипер, Уьчӏвер, Чӏулав булахар, Хензер, Сияб, Ялгъуз яйлах.
Родники: Яргъа булах, Вини булах, Маяр булах, Чубухандин булах, Имигардин купул яд, Маза булах, Царцун булах, Манафан булах, Хириз булах, Рамагбандин булах, Купул яд.

## История
По одной из версий, Джаба является родовым селом выдающегося лезгинского государственного и военного деятеля, Хаджи-Давуда.
С начала XVI века по 1839 год Джаба является столицей Докузпаринского вольного общества. В 1837—1839 гг. джабинцы участвовали в Кубинском восстании в союзе горцев Докузпары и Алтыпары. В 1839 году, после подавления восстания, Докузпаринское и Алтыпаринское вольные общества были включены в состав новообразованного Докузпаринского наибства Самурского округа Дагестанской области с центром в Мискиндже. Образовано отдельное Джабинское сельское общество Докузпаринского наибства. В 1869 году в селе проживало 1387 человек, из них мужчины — 722, женщин 665. Село состояло из 214 дымов. В 1886 году в селе проживало 1804 человека. В 1920 году в Джабе основана общеобразовательная школа. В 1924 году Джабинское сельское общество преобразовано в Джабинский сельсовет. В 1929 году Джаба входит в состав новообразованного Ахтынского района. В 1936 году в селе был организован колхоз, в 1961 году в нём имелось 358 голов крупного рогатого скота, 8000 голов мелкого рогатого скота.
Исторически джабинская община образовывала различные отселки на отдаленных территориях. Среди них, например, бывшее село Урьян-Уба в Хачмазском районе Азербайджана, образованное ещё до Октябрьской революции.

## Население
| 1895 | 1926 | 1939 | 1959 | 1970 | 1989 | 2002 |
| ---- | ---- | ---- | ---- | ---- | ---- | ---- |
| 1792 | ↘806 | ↘553 | ↗638 | ↗964 | ↘508 | ↗513 |
| 2010 | 2012 | 2013 | 2014 | 2015 | 2016 | 2017 |
| ↗706 | ↘697 | ↘679 | ↘670 | ↘667 | ↘648 | ↘631 |
| 2018 | 2019 | 2020 | 2021 | 2023 | 2024 | 2025 |
| ↘621 | ↘609 | ↘602 | ↘576 | ↘572 | ↗576 | ↘565 |

Национальный состав целиком сложен лезгинами. Верующие исповедуют ислам суннитского толка.
Население Джабы исторически делится на родовые патронимы — тухумы (лезг. сихил): Къараханар, Кӏисрияр, Гъабгъанар, Будахар, Жалалар, Ширван Къулияр.

## Инфраструктура
В селении есть джума-мечеть XIX века, школа, клуб, библиотека, фельдшерский пункт, совхоз (35 голов крупного рогатого скота и 1200 голов мелкого рогатого скота). Ранее в советское время в селении Джаба были установленные общественные бани на основе солнечной энергии солнечных коллекторов. В настоящее время солнечные бани находятся в разрушенном состоянии. Местными меценатами Шириновыми в село был проведен газ и осуществлена газификация села.